# فابيو فاريا (سياسي)
فابيو فاريا هو سياسي برازيلي، ولد في 1 سبتمبر 1977 في ناتال في البرازيل.

## مناصب
- انتخب Minister of Communications of Brazil ‏ (17 يونيو 2020 – ).
- انتخب federal deputy of Rio Grande do Norte ‏ خلال فترته النيابية ‏ (1 فبراير 2019 – ).
- انتخب عضو مجلس النواب البرازيلي [الإنجليزية]‏ خلال فترته النيابية ‏.
- انتخب عضو مجلس النواب البرازيلي [الإنجليزية]‏ عن دائرة Rio Grande do Norte ‏ وقد انضم خلال فترته النيابية [الإنجليزية]‏ للكتلة البرلمانية Social Democratic Party (Brazil, 2011) [الإنجليزية]‏.

## وصلات خارجية
- الموقع الرسمي